# Leptosiphonium
Leptosiphonium là chi thực vật có hoa trong họ Acanthaceae.